# Упорядоченное кольцо
Упорядоченное кольцо в общей алгебре — это кольцо {\displaystyle R} (обычно коммутативное), для всех элементов которого определён линейный порядок, согласованный с операциями кольца. Наиболее практически важными примерами являются кольцо целых чисел {\displaystyle \mathbb {Z} } и кольца целых кратных.

Упорядоченное кольцо целых чисел на числовой прямой

## Определение
Пусть {\displaystyle R} — кольцо, для элементов которого определён линейный порядок, то есть задано отношение {\displaystyle \leqslant } (меньше или равно) со следующими свойствами.
1. Рефлексивность: {\displaystyle x\leqslant x}.
2. Транзитивность: если {\displaystyle x\leqslant y} и {\displaystyle y\leqslant z}, то {\displaystyle x\leqslant z}.
3. Антисимметричность: если {\displaystyle x\leqslant y} и {\displaystyle y\leqslant x}, то {\displaystyle x=y}.
4. Линейность: все элементы {\displaystyle F} сравнимы между собой, то есть либо {\displaystyle x\leqslant y}, либо {\displaystyle y\leqslant x}.

Кроме того, потребуем, чтобы порядок был согласован с операциями сложения и умножения кольца:
1. Если  {\displaystyle x\leqslant y}, то для любого z: {\displaystyle x+z\leqslant y+z}.
2. Если {\displaystyle 0\leqslant x} и {\displaystyle 0\leqslant y}, то {\displaystyle 0\leqslant xy}.

Если все 6 аксиом выполнены, то кольцо {\displaystyle R} называется упорядоченным. 

## Примеры упорядоченных колец
- Кольцо целых чисел {\displaystyle \mathbb {Z} .}
- Кольцо чётных чисел и вообще любое кольцо чисел, кратных заданному ненулевому вещественному числу {\displaystyle k} (не обязательно целому).
- Любое упорядоченное поле — например, поля рациональных и вещественных чисел) являются также упорядоченными кольцами.
- Пример упорядоченного кольца с делителями нуля: если в аддитивной группе целых чисел положить все произведения равными нулю, то получится упорядоченное кольцо, в котором любой элемент является делителем нуля (единица тогда не является нейтральным элементом для умножения, так что получается кольцо без единицы)[3][4].

## Связанные определения
Для удобства записи вводятся дополнительные вторичные отношения:
Отношение больше или равно: {\displaystyle x\geqslant y} означает, что {\displaystyle y\leqslant x}.
Отношение больше: {\displaystyle x>y} означает, что {\displaystyle x\geqslant y} и {\displaystyle x\neq y}.
Отношение меньше: {\displaystyle x<y} означает, что {\displaystyle y>x}.
Формула с любым из этих 4 отношений называется неравенством.
Элементы, бо́льшие нуля, называются положительными, а меньшие нуля — отрицательными. Множество положительных элементов упорядоченного кольца {\displaystyle R} часто обозначается через {\displaystyle R_{+}.}
Дискретное упорядоченное кольцо — это упорядоченное кольцо, в котором нет элементов между 0 и 1.  Целые числа представляют собой дискретное упорядоченное кольцо, а рациональные числа — нет.

## Основные свойства
Для всех {\displaystyle x,y,z\in R} имеют место следующие свойства.
- Всякий элемент упорядоченного кольца относится к одной и только одной из трёх категорий: положительные, отрицательные, нуль. Если {\displaystyle x} положителен, то {\displaystyle -x} отрицателен, и наоборот.
- Однотипные неравенства можно складывать:

Если {\displaystyle x\leqslant y} и {\displaystyle x'\leqslant y'}, то {\displaystyle x+x'\leqslant y+y'}.
- Неравенства можно умножать на неотрицательные элементы:

Если {\displaystyle x\leqslant y} и {\displaystyle z\geqslant 0}, то {\displaystyle zx\leqslant zy}.
- Упорядоченное кольцо не имеет делителей нуля тогда и только тогда, когда произведение положительных элементов положительно.
- Правило знаков: произведение ненулевых элементов с одинаковыми знаками неотрицательно (если в кольце нет делителей нуля, то положительно), а произведение положительного элемента на отрицательный неположительно (если нет делителей нуля, то отрицательно),
  - Следствие 1: в упорядоченном кольце квадрат ненулевого элемента всегда неотрицателен (а если нет делителей нуля, то положителен)[5].
  - Следствие 2: в упорядоченном кольце с единицей всегда {\displaystyle 1>0} (так как 1 есть квадрат самой себя)[4].
- Упорядоченное кольцо, которое не является тривиальным (то есть содержит не только ноль), бесконечно.
- Любое упорядоченное кольцо с единицей и без делителей нуля содержит одно и только одно подкольцо, изоморфное кольцу {\displaystyle \mathbb {Z} } целых чисел[6].

## Примеры колец и полей, которые не допускают упорядочения
- Комплексные числа  не образуют упорядоченного кольца, потому что в упорядоченном кольце, как указано выше, квадрат элемента всегда неотрицателен, и мнимая единица не может в него входить.
- Конечные поля.
- p-адические числа.

## Абсолютная величина
Определим абсолютную величину элемента {\displaystyle x:}
{\displaystyle |x|=\max(x,-x)}
Здесь функция {\displaystyle \max } осуществляет выбор наибольшего значения.
Она обладает следующими свойствами (для всех {\displaystyle x,y} из кольца).
- {\displaystyle |x|=0} тогда и только тогда, когда {\displaystyle x=0}.
- Для всех ненулевых {\displaystyle x} и только для них {\displaystyle |x|>0}.
- Абсолютные величины противоположных чисел совпадают: {\displaystyle |x|=|{-x}|}
- Неравенство треугольника: {\displaystyle |x+y|\leqslant |x|+|y|}.
- Мультипликативность: {\displaystyle |xy|=|x||y|.}
- {\displaystyle |x|\leqslant y} равносильно {\displaystyle -y\leqslant x\leqslant y}

## Вариации и обобщения
Теория упорядоченных колец охватывает также особые случаи некоммутативных (или даже неассоциативных) колец. Исследуются и другие вариации:
- Кольцо является не линейным, а лишь частично упорядоченным, то есть не все элементы можно сравнить с помощью заданного порядка[8].
- Вместо кольца имеется полукольцо, то есть в нём, вообще говоря, нет вычитания[9]. Пример: натуральный ряд, расширенный нулём.